# Gruber Lajos (politikus)
Gruber Lajos Manó (Sepsikőröspatak, 1900. október 9. – 1944 után) gépészmérnök, vállalatigazgató, szélsőjobboldali politikus, országgyűlési képviselő.

## Életpályája
Gruber Lajos és Brand Margit Mária fiaként született. Miután Székesfehérváron elvégezte a középiskolát, molnársegédként helyezkedett el, majd a Műegyetemre ment továbbtanulni, ahol 1924-ben gépészmérnöki oklevelet szerzett. Katonai szolgálatot a Horthy-féle Nemzeti Hadseregben tett csak, melynek tagjaként részt vett a budapesti bevonulásban. A csetepaték során elvesztette bal szemét, amit ezután szemkötővel takart el. 1919-ben alapító tagja volt az Ébredő Magyarok Egyesületének. 1920-ban könnyű testi sértésért elítélték.
1927. december 15-én Budapesten, a Ferencvárosban házasságot kötött a nála három évvel idősebb, református vallású Gáll Erzsébettel, Gáll István és Molnár Erzsébet lányával.
1927-ben saját víz-, gáz- és fűtésszerelő céget alapított s korán csatlakozott a nyilaskeresztes mozgalomhoz is. Előbb a Pálffy Fidél-féle Egyesült Nemzeti Szocialista Párt tagja volt, ahol egészen a pártelnök-helyettesi pozícióig vitte, mielőtt átlépett volna a Nyilaskeresztes Pártba. Az 1939-es választásokon a nyilaskeresztesek színeiben szerzett országgyűlési képviselői mandátumot Komárom és Esztergom k.e.e. vármegyében. 1940 októberében országos bányász-sztrájkot robbantott ki, amit pártja népszerűsítésére használt fel.
Szintén 1940-ben megbízást adott egy díjbirkózónak Lendvai István újságíró, illetve a pártból ekkoriban kilépett országgyűlési képviselők megverésére. Ugyanebben az évben egy, a nyilasszékház előtti tüntetésen összetűzésbe került egy rendőrtiszttel, akit gyalázott és megütött. A Kúria bűncselekmény miatt elítélte, politikai jogai gyakorlásától eltiltotta, így képviselői mandátumától 1941. március 20-tól megfosztották. 1944-ben kilépett a pártból, de azzal nem fordult szembe. Későbbi sorsa nem ismert.